# دان ديبالما
دان ديبالما (بالإنجليزية: Dan DePalma)‏ هو لاعب كرة قدم أمريكية أمريكي، ولد في 21 يوليو 1989 في Verona, New Jersey ‏ في الولايات المتحدة.